# Krameramtsstuben
Els Krameramtsstuben (alemany per a «cambres del gremi dels botiguers») són un conjunt d'edificis històrics del carrer Krayenkamp, prop de l'església de Sant Miquel del barri de Neustadt d'Hamburg, a Alemanya. Originalment es tractava de llars per viudes dels membres del gremi dels botiguers (Krameramt). Foren construïdes entre 1620 i 1700. De fet es tracta dels darrers patis tancats del segle xvii d'Hamburg. Actualment els edificis estan ocupats per petites botigues, galeries, restaurants i un museu. Tot plegat està col·locat a ambdós costats d'un estret pati, darrere de dos edificis del segle xvii a l'altra banda de carrer.

## Història i arquitectura
Les cases més antigues del conjunt (Krayenkamp 10/11 - cases a, n i m) també són els edificis residencials actualment més antics del centre d'Hamburg. Amb terres en voladís i talles ornamentals, foren construïts als voltants de 1620 (les cases posteriors 1615-20; la Vorderhaus 1625) com a finca i casa d'estiueig sobre el que anteriorment eren jardins ornamentals. Les pintures al fresc del segle xvii evidencien que els propietaris originals eren membres de classes altes. En aquells moments, la Neustadt (ciutat nova) tot just acabava de ser inclòs dins les muralles fortificades d'Hamburg.

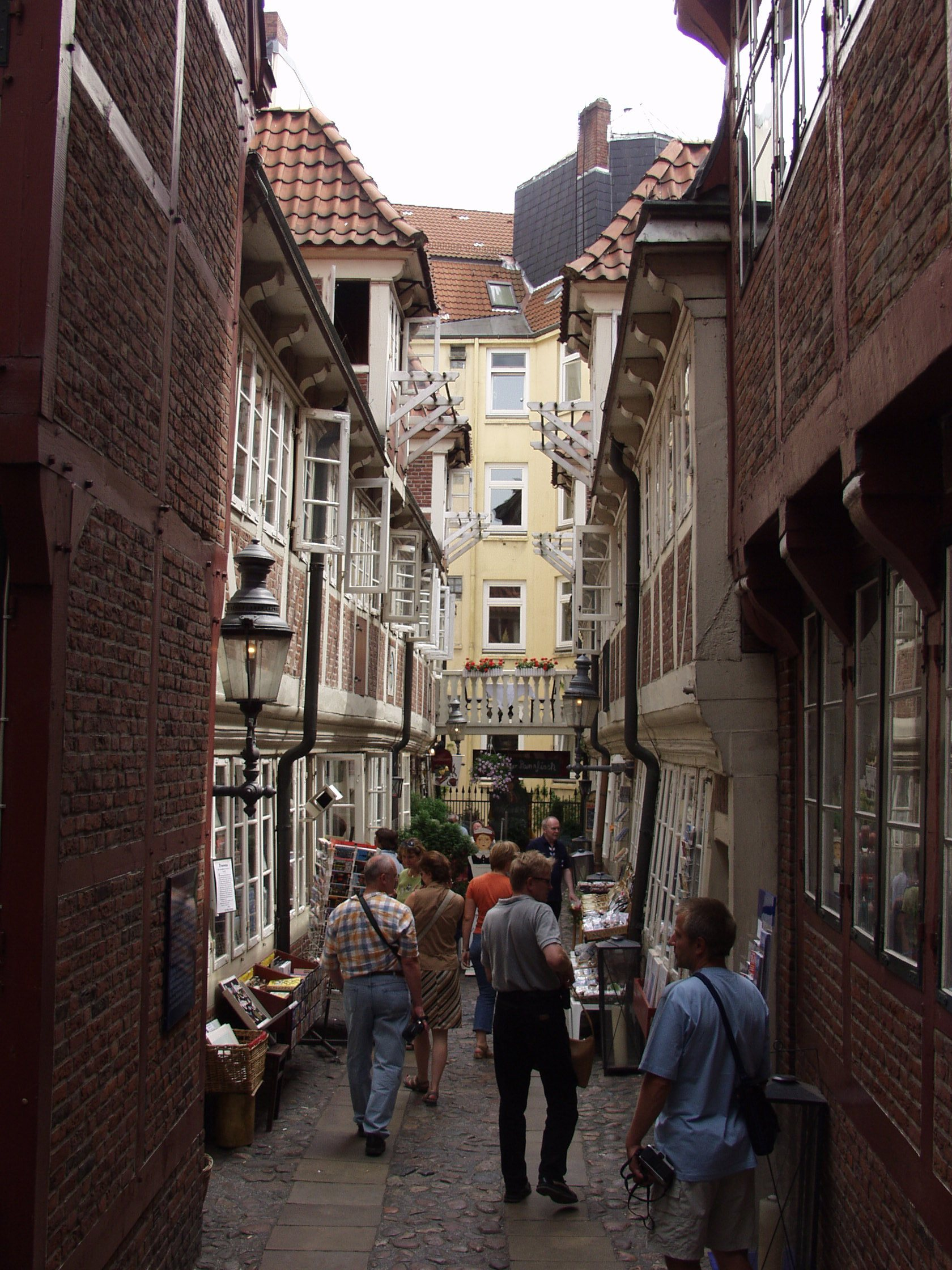
Vista des del pati

El 1676, el ric i prestigiós gremi dels botiguers (Krameramt, fundat el 1375 per oferir protecció als mercaders, dissolt el 1866) va comprar els terrenys i va erigir vint apartaments per allotjar les vídues dels membres per tal d'encoratjar-les que deixessin vacants les seves botigues en favor de nous membres. A part dels apartaments gratuïts, a les vídues se'ls donava combustible i una pensió modesta. Aquests edificis tenen xemeneies de maons i unes lleixes de fusta característiques que servien per eixugar la roba a les finestres. Els apartaments obtingueren aigua de la ciutat el 1900, però fins aquell moment havien utilitzat els pous del pati exterior.
El 1933 el conjunt fou sotmès a una ordre de preservació, i va sobreviure al l'Operació Gomorra, el bombardeig massiu de la ciutat durant la Segona Guerra Mundial sense rebre gaires danys. Del 1972 al 1974, es dugué a terme una renovació amb un pressupost d'1,6 milions de marcs.

## Museu

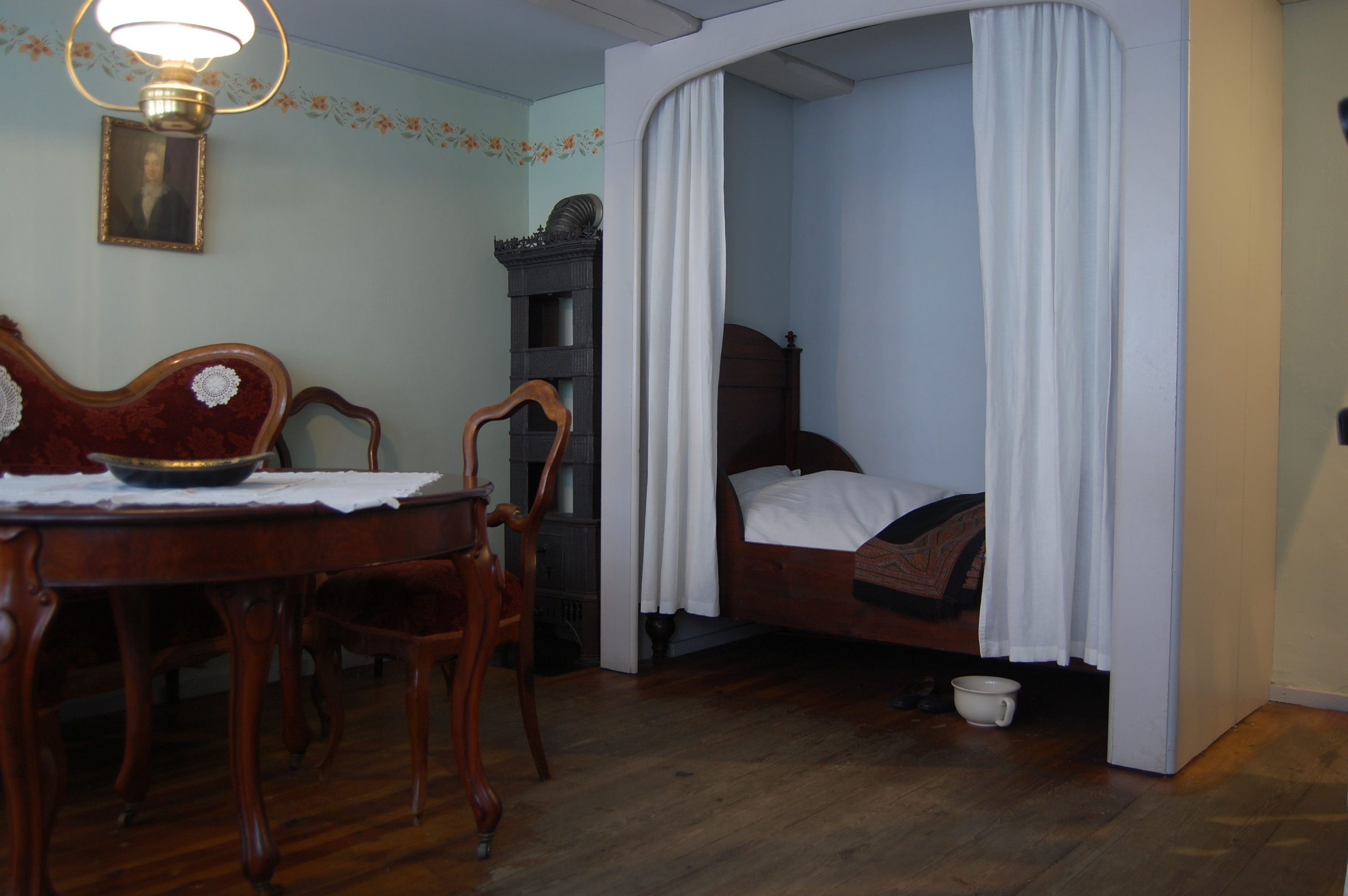
Interior d'una habitació del primer pis del museu amb mobles de l'època

Un dels antics pisos s'ha transformat en museu, com a branca de l'Hamburgmuseum. Ha estat omplert amb mobles dels anys 1850 per il·lustrar les condicions de vida dels residents de classe mitjana. Els instruments més importants que es mostren són un conjunt de peces de balança i una vara (un pal que servia d'unitat de mesura) de l'any 1800; tots dos objectes tenen gravat el signe del gremi dels venedors de comestibles.